# شركة الألعاب العلمية
شركة الألعاب العلمية (بالإنجليزية: Scientific Games Corporation)‏ هي شركة أمريكية تقدم منتجات وخدمات المقامرة لمنظمات اليانصيب والقمار في جميع أنحاء العالم. يقع المقر الرئيسي للشركة في لاس فيغاس، نيفادا. تشمل منتجاتها آلات القمار المحوسبة والميكانيكية ومنتجات iGaming وiLottery وألعاب اليانصيب الفورية وأنظمة ألعاب اليانصيب وتطبيقات الإنترنت وأنظمة التحكم في المقامرة والمراهنات الرياضية.
شركة الألعاب العلمية هي أول من أدخل تذكرة يانصيب فورية آمنة عام 1974.  حيث وفرت أنظمة نقاط البيع التي تسمح لتجار التجزئة بطباعة تذاكر اليانصيب مثل ميغا ميليونز [الإنجليزية] وباوربول [الإنجليزية].
توظف الشركة حوالي 8600 شخص حول العالم وتمتلك العديد من الشركات التابعة البارزة بما في ذلك شركة بالي للتقنيات [الإنجليزية] وصناعات دبليو إم إس، بالإضافة إلى تشغيل منصة المراهنات الرياضية في المملكة المتحدة أوبنبيت [الإنجليزية].

## وصلات خارجية
- الموقع الرسمي
- - بيانات النشاط التجاري لـ شركة الألعاب العلمية: مالية جوجل
  - ياهو! المالية
  - بلومبرج
  - رويترز
  -  إيداع هيئة الأوراق المالية والبورصات